# Cheiracanthium caudatum
Cheiracanthium caudatum es una especie de araña del género Cheiracanthium, familia Cheiracanthiidae, suborden Araneomorphae. Fue descrita científicamente por Thorell en 1887.

## Distribución
Se distribuye por Birmania.